# Boulaide
Boulaide (franska) (luxemburgiska: Bauschelt lyssna (fil), tyska: Bauschleiden) är en ort i kantonen Wiltz i nordvästra Luxemburg. Den är huvudort i kommunen med samma namn och ligger cirka 38 kilometer nordväst om staden Luxemburg. Orten har 720 invånare (2022).